# Ǽ
Cette page contient des caractères spéciaux ou non latins. S’ils s’affichent mal (▯, ?, etc.), consultez la page d’aide Unicode.
Ǽ (minuscule : ǽ), appelé E dans l’A accent aigu, est un graphème utilisé dans l’écriture du danois, du kunzi et du vieil anglais comme variante de la lettre « Æ ». Il s’agit de la lettre Æ diacritée d’un accent aigu.

## Utilisation
En danois, lorsque l’accent tonique est indiqué, par exemple pour clarifier une ambiguïté entre deux mots, l’accent aigu peut être utilisé sur la lettre de la voyelle de la syllabe portant l’accent tonique.

## Représentations informatiques
Le E dans l’A accent aigu peut être représenté avec les caractères Unicode suivants :
- précomposé (latin étendu B) :

| formes    | représentations | chaînes de caractères | points de code | descriptions                           |
| --------- | --------------- | --------------------- | -------------- | -------------------------------------- |
| capitale  | Ǽ               | Ǽ                     | U+01FC         | lettre majuscule latine ae accent aigu |
| minuscule | ǽ               | ǽ                     | U+01FD         | lettre minuscule latine ae accent aigu |

- décomposé (latin de base, diacritiques) :

| formes    | représentations | chaînes de caractères | points de code | descriptions                                       |
| --------- | --------------- | --------------------- | -------------- | -------------------------------------------------- |
| capitale  | Ǽ               | Æ◌́                    | U+00C6 U+0301  | lettre majuscule latine ae diacritique accent aigu |
| minuscule | ǽ               | æ◌́                    | U+00E6 U+0301  | lettre minuscule latine ae diacritique accent aigu |